# Jarmila Doležalová
Jarmila Doležalová (* 13. listopadu 1939 Ležáky), roz. Šťulíková, je starší ze dvou dětí, které jediné přežily vyhlazení Ležáků. Spolu se sestrou Marií se narodila do rodiny Josefa Šťulíka a jeho ženy Marie, rozené Pelikánové. Dcera Jarmily Doležalové, rozené Šťulíkové – také Jarmila Doležalová – je spoluautorkou publikací o Ležákách. Je zakladatelkou a majitelkou nakladatelství RONADO.
Doležalová se 27. října 1951 stala členkou Československého svazu bojovníků za svobodu, ze kterého ale po 65 letech na protest proti vyloučení třech jiných členů této organizace a proti rušení poboček v Jičíně a v Lidicích rozhodla spolu se svou dcerou roku 2016 vystoupit.

## Dílo
- Osud jménem Ležáky (2015)
- Ležáky známé i neznámé (2005)
- Křižovatky času - Ležáky v datech (2007)